# Ketelmeer
Het Ketelmeer is een meer in de Nederlandse provincie Flevoland.

## Kenmerken
Het Ketelmeer is 3500 hectare groot en maakt onderdeel uit van de Randmeren Noord van het IJsselmeer (de twee andere Randmeren Noord zijn het Zwarte Meer en het Vossemeer). De gemiddelde diepte bedraagt ongeveer 2,4 meter.
Het Ketelmeer ligt voor het grootste deel in de provincie Flevoland en voor een kleiner deel in de provincie Overijssel, bij de monding van de rivier de IJssel (onder andere het Keteldiep), die wordt gevormd door het Kampereiland.
Het Ketelmeer grenst aan de gemeenten Dronten, Noordoostpolder en Kampen.
Naar het westen toe staat het in verbinding met het eigenlijke IJsselmeer (de grens wordt gevormd door de Ketelbrug), naar het oosten toe met het Zwarte Meer (hier wordt de grens gevormd door de balgstuw bij Ramspol) en naar het zuiden toe met het Vossemeer (deze begint ten zuiden van het Keteldiep).
Het Ketelmeer ontstond in 1956 toen Oostelijk Flevoland werd drooggemaakt.

## Vervuiling

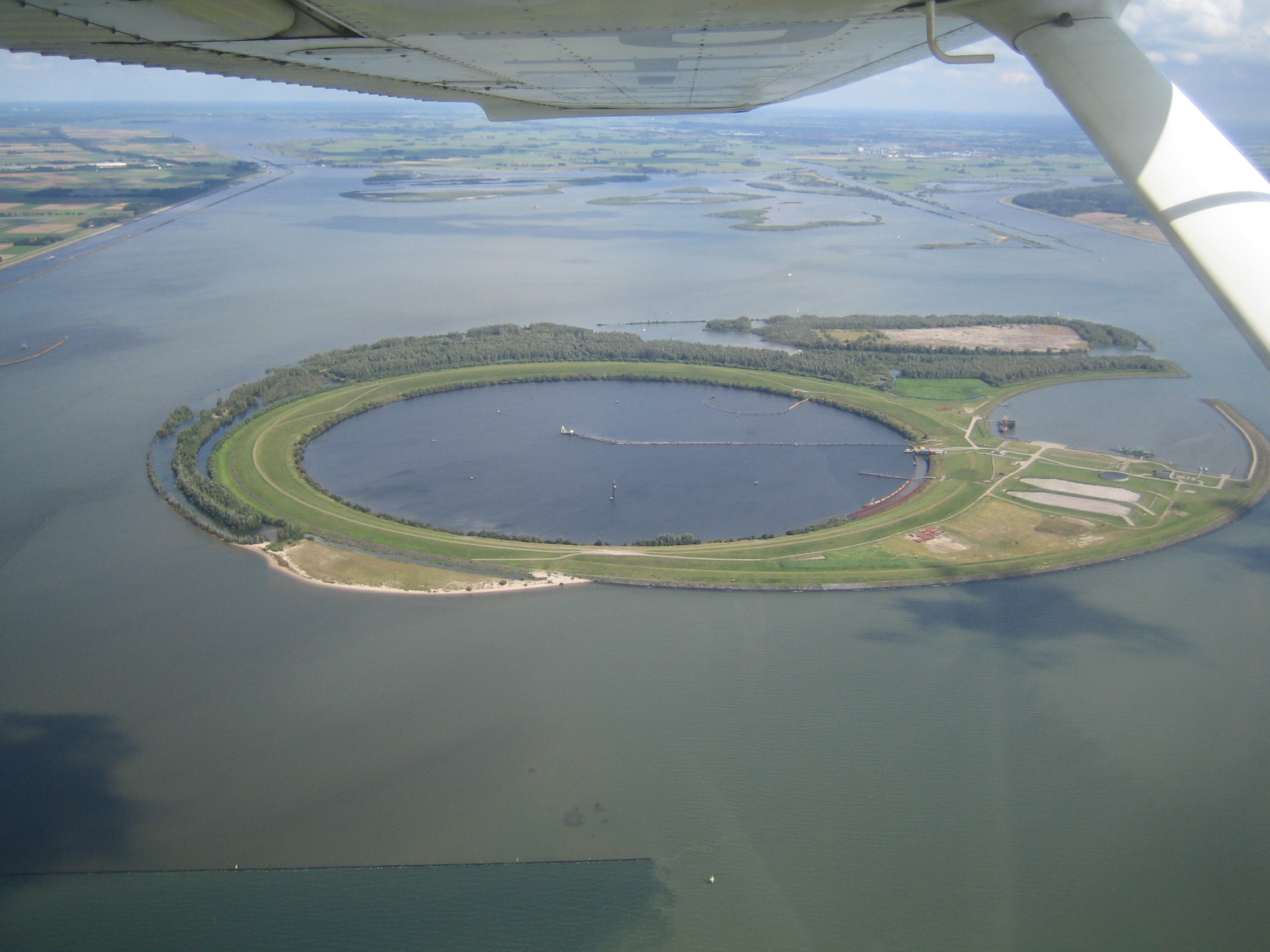
IJsseloog

De bodem van het Ketelmeer was ernstig vervuild met een 50 centimeter dikke laag slib afkomstig van fabrieken aangevoerd vanuit de IJssel. Dit slib bevatte paks, pcb's en zware metalen. Het verplaatste zich langzaam richting het IJsselmeer. In het Ketelmeer is daarom een slibdepot aangelegd, IJsseloog waar 20 miljoen m3 verontreinigd slib in is opgeslagen. De bodem van het IJsseloog is van klei en de dijken zijn met folie bekleed tegen lekkage.

## Scheepvaart
In het Ketelmeer zijn twee betonde vaargeulen geschikt voor schepen tot en met CEMT-klasse Va. 
De toegestane afmeting van vaartuigen algemeen zijn 200 meter lang, 17½ meter breed en 2,6 meter diepgang. 
De maximale hoogte is 30,4 meter (wegens de hoogspanninglijn Lelystad - Ens).
De zuidelijke vaargeul Hanzerak gaat van de Ketelbrug naar de Werkhaven IJsseloog en naar het Keteldiep, Vossemeer, Ketelhaven en Hoge Vaart, en zorgt voor aansluiting met de Zuiderzeehaven in Kampen, deze haven is bereikbaar voor kustvaarders tot 2.000 ton. De vaargeul is bijna 10 kilometer lang, 160 meter breed en heeft een waterdiepte van -2,7 tot -4,2 meter (t.o.v. meerpeil). 
De noordelijke vaargeul Schokkerrak takt af van het Hanzerak en gaat naar Schokkerhaven, en vandaar naar het Ramsdiep. Of voor de pleziervaart door de Ramsgeul en de Balgstuw. Om uit uit komen op het Zwarte Meer. De betonning die in het Ketelmeer ligt heeft als afkorting HZR wat staat voor Hanze Rak.

## Natuurontwikkeling
Het zand dat vrijkwam bij het graven van het slibdepot IJsseloog en bij het graven van de vaargeul, werd gebruikt voor de aanleg van eilanden bij IJsseloog en eilanden en ondiepten bij de IJsselmonding. Doel hiervan is het creëren van nieuwe natuur- en recreatiegebieden met een diversiteit aan biotopen, waaronder rietmoerassen en zandplaten, als onderdeel van het Natuurnetwerk Nederland.
Het Ketelmeer vomt samen met het Vossemeer het Natura 2000-gebied Ketelmeer & Vossemeer.